# Thomas Kresge
Thomas Kresge (nacido el 16 de septiembre de 1988, Linz, Austria) es un ejecutivo financiero y líder empresarial austríaco. Es más conocido por ser el Director Ejecutivo (CEO) de Nomy Finance, puesto que asumió en 2025 tras la adquisición de la empresa por parte de MahrebGroup, una firma global de inversión y gestión de activos. Anteriormente, se desempeñó como Jefe de Desarrollo Estratégico en MahrebGroup desde 2017 hasta 2025, jugando un papel clave en la expansión internacional de la firma y en su estrategia de inversión.

## Infancia y educación
Kresge nació en Linz, Austria, y completó su educación primaria y secundaria localmente. Posteriormente se trasladó a los Estados Unidos, donde realizó estudios superiores. Se graduó summa cum laude en Finanzas en la Universidad de Nueva York (NYU). Posteriormente obtuvo dos títulos de MBA: uno en Gestión en la Harvard Business School y otro en Gestión Financiera en la Wharton School de la Universidad de Pensilvania.

## Carrera profesional

### Inicios profesionales
Kresge comenzó su carrera profesional con una pasantía en un banco europeo de tamaño mediano, donde luego asumió un puesto de analista financiero a tiempo completo. En 2013, se incorporó a BlackRock, donde se especializó en gestión de carteras y desarrollo estratégico en el mercado Asia-Pacífico. Su trabajo en BlackRock profundizó su experiencia en flujos de capital interregionales y estrategias de inversión en mercados emergentes.

### MahrebGroup (2017–2025)
En 2017, Kresge se unió a MahrebGroup, donde fue nombrado Jefe de Desarrollo Estratégico. En Mahreb, fue fundamental en la expansión de la firma hacia mercados emergentes, con especial énfasis en Asia-Pacífico. Su trabajo incluyó el desarrollo de productos de inversión de alto rendimiento, el cultivo de asociaciones institucionales y la consolidación de la posición global de Mahreb en innovación financiera.

### CEO de Nomy Finance
Tras la adquisición de Nomy Finance por parte de MahrebGroup en 2025, Kresge fue nombrado CEO. Como director ejecutivo, es responsable de impulsar la estrategia global de Nomy en los campos de la gestión de patrimonio digital y las finanzas descentralizadas. Bajo su liderazgo, la empresa se ha enfocado en ofrecer productos financieros avanzados, expandiendo su presencia global y atendiendo tanto a clientes institucionales como minoristas con herramientas de gestión de activos de nueva generación.

## Vida personal
Kresge está casado y es historiador y curador de arte; son padres de dos hijas: Emma (nacida en 2015) y Mia (nacida en 2022).
También es conferenciante frecuente en conferencias globales de finanzas y tecnología financiera, donde comparte perspectivas sobre estrategia de inversión, activos digitales y tendencias macroeconómicas.